# Sander Pierronhuis
Het Sander Pierronhuis is een art-nouveau-gebouw in Brussel (Elsene), België, ontworpen door de architect Victor Horta voor zijn vriend Sander Pierron.

## Locatie
Het huis bevindt zich in de Waterloostraat 157 in Elsene, tussen de Louizalaan en de Waterloosesteenweg, in het hart van de Kasteleinwijk, waar Victor Horta verschillende gebouwen liet optrekken, zoals het Vinckhuis en het Hortahuis.

## Historiek
De bouwheer en eigenaar van het huis was een vriend van Victor Horta. Alexandre, beter bekend als Sander Pierron. Hij was een schrijver, journalist en kunstcriticus uit Brussel die aan het begin van de 20e eeuw in de mode was. 
Het huis werd gebouwd in 1903 en werd op 19 februari 1998 geclasseerd.

## Beschrijving

### Gevel
De voorgevel bestaat uit drie niveaus en twee traveeën. De linker travee is het breedst. De traveeën van de ene overspanning zijn verschoven ten opzichte van de traveeën van de andere overspanning.
Met uitzondering van de plint en het kozijn van de toegangsdeur, die van gehouwen steen zijn, is rode baksteen het hoofdmateriaal van de gevel. Het geheel wordt vervolledigd door rijen witte bakstenen die veelkleurige patronen vormen die vrij zeldzaam zijn in het werk van Victor Horta.
De twee meest opvallende elementen aan deze gevel zijn de toegangsdeur en het balkon op de bovenste verdieping.
Het bovenste gedeelte van de toegangsdeur is versierd met zeer licht smeedwerk. Zowel de twee brievenbussen als de deurkruk zijn van brons. Rondom de deur sluiten de gebogen, geslepen stenen harmonieus aan bij het polychrome ontwerp van de bakstenen.
Het balkon bevindt zich op de bovenste verdieping van de linker travee. Het is gebouwd van steen, net als de consoles waarop het rust. De smeedijzeren leuning met plantvormige rondingen is bekroond met een houten leuning. Dit balkon ligt vóór een grote erker, die bestemd was voor het kantoor van de schrijver-eigenaar. Deze erker wordt omlijst door een afwisseling van rode en witte bakstenen, gemonteerd in pilasters.
Een paar rijen witte bakstenen maken de gevel af, onder een kroonlijst die is afgestemd op de verschillende afmetingen van de traveeën en pilasters.

### Interieur
Het interieur volgt een traditioneel grondplan met een keuken in het souterrain, een salon aan de straatzijde en een eetkamer aan de tuinzijde. De inkomhal is versierd met mozaïeken en leidt naar twee trappen: een houten hoofdtrap met een sierlijke leuning en een tweede trap in wit marmer naar het souterrain. Op de eerste verdieping bevindt zich een bibliotheek met pitchpine-houtwerk en okergeel glas-in-lood, dat het licht subtiel filtert. De deurklinken en andere details vertonen de kenmerkende vloeiende lijnen van de art-nouveaustijl.